# Циклозарин
Циклозарин — бойова отруйна речовина нервово-паралітичної дії. Безбарвна рідина, має солодкуватий затхлий запах, що нагадує персики або шелак.
Смертельна концентрація циклозарина в повітрі: ЛКτ50 = 0,05 мг·л/хв Для людини напівлетальні доза (ЛД 50) становить 1,2 мг (для людини вагою 70 кг в той час як напівлетальні доза зарину становить 5 мг з чого можна зробити висновок, що ціклозарин в 4 рази більш токсичніший зарину. Крім того, циклозарин випаровується в 69 раз повільніше, ніж зарин.
Входить до пункту 1 Список 1 Конвенції по забороні хімічної зброї. Таким чином, держава, що підписала Конвенцію, має право виготовляти і використовувати циклозарин для дослідницьких, медичних і фармацевтичних цілей або для перевірки захисту від хімічної зброї, але виробництво понад 100 грамів на рік має декларуватися в ОЗХЗ. Держава обмежена володінням максимально однією тонни циклозарину.